# 栗山雅史
栗山 雅史（くりやま まさし、1988年7月14日 - ）は、日本の元男子バレーボール選手。

## 来歴
佐賀県嬉野市出身。実姉の影響で小学3年次からバレーボールを始めた。
佐賀県立佐賀商業高等学校を経て、2007年、専修大学に進学。
大学3年時の2009/10シーズンは、東京ヴェルディに在籍し、V・チャレンジリーグでプレーした。
大学4年時の2010/11シーズン、V・プレミアリーグ（当時のVリーグ1部）に在籍するサントリーサンバーズの内定選手となり、内定選手としてV・プレミアリーグの試合に出場し、V・プレミアリーグデビューを果たした。
2011年、大学卒業後に、サントリーサンバーズに入団した。同年、日本代表登録メンバーに選出された。
2013年も日本代表に選出され、ワールドリーグに出場した。
2016年、リオデジャネイロオリンピック・世界最終予選兼アジア予選の最終メンバーに選出された。
2023年2月10日、2022-23 V.LEAGUE DIVISION1 MEN終了をもって現役を引退した。

## 球歴
- 日本代表 - 2011年、2013-2017年、2019年
  - ワールドリーグ - 2013年、2015年、2016年、2017年

## 所属チーム
- 五町田JVC
- 嬉野市立塩田中学校
- 佐賀県立佐賀商業高等学校
- 専修大学（2007-2011年）
  -  東京ヴェルディ（2010年）
- サントリーサンバーズ（2011-2023年）